# Поццоленго
Поццоленго, Поццоленґо (італ. Pozzolengo) — муніципалітет в Італії, у регіоні Ломбардія, провінція Брешія.
Поццоленго розташоване на відстані близько 420 км на північ від Рима, 115 км на схід від Мілана, 34 км на південний схід від Брешії.
Населення — 3469 осіб (2014).
Щорічний фестиваль відбувається 10 серпня. Покровитель — Святий Лаврентій.

## Демографія
Населення за роками:

Станом на 1 січня 2023 року в муніципалітеті офіційно проживало 287 іноземців з 34 країн, серед них 96 громадян країн Євросоюзу та 19 громадян України.

## Сусідні муніципалітети
- Кавріана
- Дезенцано-дель-Гарда
- Лонато-дель-Гарда
- Монцамбано
- Песк'єра-дель-Гарда
- Понті-суль-Мінчіо